# 1223
| [ Edytuj tabelę ]                          |                                                         |
| Książę Małopolski                          | - 1211 Leszek Biały 1227                                |
| Książę Wielkopolski                        | - 1202 Władysław III Laskonogi 1229                     |
| Król Angkoru                               | - 1218 Indrawarman II 1244                              |
| Król Anglii                                | - 1216 Henryk III 1272                                  |
| Król Aragonii i Walencji, hrabia Barcelony | - 1213 Jakub I Zdobywca 1276                            |
| Książę Bawarii                             | - 1183 Ludwik I 1231                                    |
| Margrabia Brandenburgii                    | - 1220 Otto III 1267                                    |
| Książę Burgundii                           | - 1218 Hugo IV 1272                                     |
| Cesarz Bizancjum                           | - 1222 Jan III Dukas Watatzes 1254                      |
| Car Bułgarii                               | - 1218 Iwan Asen II 1241                                |
| Cesarz Chin                                | - 1194 Song Ningzong 1224                               |
| Król Cypru                                 | - 1218 Henryk I 1253                                    |
| Król Czech                                 | - 1198 Przemysł Ottokar I 1230                          |
| Król Danii                                 | - 1202 Waldemar II Zwycięski 1241                       |
| Władca Egiptu                              | - 1218 Al-Kamil 1238                                    |
| Cesarz Etiopii                             | - 1189 Gebre Meskel 1229                                |
| Król Francji                               | - 1180 Filip II August 1223 - 1223 Ludwik VIII Lew 1226 |
| Król Gruzji                                | - 1223 Rusudan 1245                                     |
| Hrabia Holandii                            | - 1222 Floris IV Holenderski 1234                       |
| Cesarz Japonii                             | - 1221 Go-Horikawa 1232                                 |
| Kalif                                      | - 1180 An-Nasir 1225                                    |
| Król Kastylii                              | - 1217 Ferdynand III Święty 1252                        |
| Patriarcha Konstantynopola                 | - 1222 German II 1240                                   |
| Władca Korei                               | - 1213 Kojong 1259                                      |
| Król Leónu                                 | - 1188 Alfons IX 1230                                   |
| Książę Litwy                               | - 1219 Dowsprunk 1238                                   |
| Cesarz Łaciński                            | - 1217 Robert de Courtenay 1228                         |
| Kalif Maroka                               | - 1213 Abu Jusuf II 1224                                |
| Król Nawarry                               | - 1194 Sanczo VII 1234                                  |
| Król Norwegii                              | - 1217 Haakon IV Stary 1263                             |
| Hrabia Palatynatu                          | - 1214 Ludwik I Wittelsbach 1227                        |
| Papież                                     | - 1216 Honoriusz III 1227                               |
| Król Portugalii                            | - 1211 Alfons II 1223 - 1223 Sancho II 1248             |
| Sułtan Rumu                                | - 1220 Kajkubad I 1237                                  |
| Książę Rusi halickiej                      | - 1221 Mścisław II Udały 1227                           |
| Cesarz Rzymski (niemiecki)                 | - 1220 Fryderyk II 1250                                 |
| Książę Saksonii                            | - 1212 Albrecht I 1260                                  |
| Król Serbii                                | - 1217 Stefan Nemanicz 1228                             |
| Król Singasari                             | - 1222 Ken Angrok 1227                                  |
| Król Szkocji                               | - 1214 Aleksander II 1249                               |
| Król Szwecji                               | - 1222 Eryk XI Eriksson 1229                            |
| Doża Wenecji                               | - 1205 Pietro Ziani 1229                                |
| Król Węgier                                | - 1205 Andrzej II 1235                                  |
| Wielki mistrz zakonu krzyżackiego          | - 1209 Hermann von Salza 1239                           |

Rok 1223 / MCCXXIII
stulecia: XII wiek ~
XIII wiek ~
XIV wiek

lata: 1213 «
1218 «
1219 «
1220 «
1221 «
1222 «
1223
» 1224
» 1225
» 1226
» 1227
» 1228
» 1233

## Wydarzenia w Polsce
- 12 marca – poświęcono kościół Świętej Trójcy w Krakowie.
- 25 maja – Ujazd otrzymał prawa miejskie.
- Nysa otrzymała prawa miejskie

## Wydarzenia na świecie
- 25 marca – Sancho II został królem Portugalii.
- 6/7 maja – nocą hrabia Schwerina Henryk I porwał z wyspy Lyø króla duńskiego Waldemara II Zwycięskiego i jego najstarszego syna.
- 31 maja – Mongołowie odnieśli pierwsze zwycięstwo nad wojskami europejskimi, w bitwie nad Kałką w pobliżu Morza Azowskiego pokonali armię książąt ruskich[1].
- 14 lipca – Ludwik VIII Lew wstąpił na tron Francji.
- 6 sierpnia – Ludwik VIII Lew i Blanka Kastylijska zostali koronowani w katedrze w Reims na króla i królową Francji.
- 29 listopada – papież Honoriusz III zatwierdził „Regułę Zakonu Franciszkanów”, napisaną przez świętego Franciszka z Asyżu.
- 24 grudnia – św. Franciszek z Asyżu zorganizował w Greccio pierwszą na świecie szopkę bożonarodzeniową.

## Urodzili się
- Eleonora Prowansalska, druga córka Rajmunda Berenguera IV (zm. 1291)
- Bajbars, sułtan z dynastii mameluków (zm. 1277)
- Llewelyn Ostatni, ostatni książę niepodległej Walii (zm. 1282)
- Wojsiełk, wielki książę litewski (zm. 1267)

## Zmarli
- 8 marca – Wincenty Kadłubek, polski kronikarz, duchowny katolicki, biskup krakowski (ur. po 1150 lub ok. 1160)
- 25 marca – Alfons II Gruby, król Portugalii (ur. 1185)
- 14 lipca – Filip II August, król Francji (ur. 1165)
- 11 września – Henryk Babenberg, książę austriacki z dynastii Babenbergów (ur. ok. 1158)
- data dzienna nieznana:
- Jerzy IV Lasza – król Gruzji z dynastii bagratydzkiej (ur. 1192)
- Wierzchosława Ludmiła – księżniczka wielkopolska, księżna lotaryńska (ur. przed 1152)